# غوردون نوتال (سياسي)
غوردون نوتال (بالإنجليزية: Gordon Nuttall)‏ هو سياسي أسترالي، ولد في 13 يونيو 1953 في بريزبان في أستراليا. نشط حزبياً في حزب العمال الأسترالي. وقد انتخب عضو المجلس التشريعي ولاية كوينزلاند.